# Lipocosma ausonialis
Lipocosma ausonialis là một loài bướm đêm trong họ Crambidae.